# Stazione di Bingo-Akasaka
La stazione di Bingo-Akasaka (備後赤坂駅?, Bingo-Akasaka-eki) è una stazione ferroviaria situata nella città di Fukuyama, nella prefettura di Hiroshima in Giappone. Si trova sulla linea principale Sanyō.

## Linee e servizi
JR West
■ Linea principale Sanyō
La stazione è inoltre interessata da un sostenuto traffico merci, già attivo alcuni anni prima rispetto all'avvio delle fermate dei treni passeggeri.

## Caratteristiche
La stazione è dotata di un marciapiede laterale e di uno a isola con 3 binari in superficie, di cui solo due in uso. La stazione supporta la bigliettazione elettronica ICOCA grazie a dei dispositivi dove è possibile convalidarle prima dell'accesso ai binari.
| 1 | ■ Linea principale Sanyō | per Fukuyama, Onomichi e Mihara |                                     |
| 2 | Non in uso               |                                 |                                     |
| 3 | Non in uso               | ■ Linea principale Sanyō        | per Kurashiki, Okayama e Banshū-Akō |

## Stazioni adiacenti
| «                      | Servizio               | »                      |
| Linea principale Sanyō | Linea principale Sanyō | Linea principale Sanyō |
| ---------------------- | ---------------------- | ---------------------- |
| Fukuyama               | Locale                 | Matsunaga              |